# Oliver Wohlmuth
Oliver Wohlmuth (* 6. November 1988 in Bruck an der Mur) ist ein ehemaliger österreichischer Fußballspieler auf der Position eines Stürmers.

## Karriere
Wohlmuth begann seine aktive Karriere als Fußballspieler im Jahre 1994 zunächst in den Jugendmannschaft der Kapfenberger SV und kam so später ins Nachwuchsmodell in Kapfenberg, ehe er über den ASC Rapid Kapfenberg, die quasi als dritte Mannschaft der Kapfenberger fungierte, erste Schritte im Erwachsenenfußball setzte. Nachdem er ab 2005 für die zweite KSV-Mannschaft in der fünftklassigen Oberliga Nord aktiv gewesen war, wechselte er im Sommer 2006 hoch zur Profimannschaft, die zu diesem Zeitpunkt noch in der Red-Zac Ersten Liga spielte. Bei den Kapfenbergern kam er zum Teil bei den Profis, als auch bei den Amateuren zum Einsatz. Sein Debüt in der Ersten Liga feierte er am 11. April 2006, dem 23. Spieltag der laufenden Saison, beim Derby gegen den DSV Leoben, bei dem er auch seinen ersten Treffer erzielte. Er spielte von Beginn an, erzielte sein Tor in der 44. Minute und wurde in der 74. Minute durch Siniša Maričić ausgewechselt. In den zwei Jahren, bei denen er für die Falken in der zweitklassigen Ersten Liga spielte, erzielte Wohlmuth in 20 absolvierten Partien zwei Treffer. Im Jahre 2008 transferierte er leihweise zum SVL Flavia Solva in die steirische Landesliga. Bei Flavia Solva kam er zu 14 Einsätzen, davon zehn Ligaspiele, sowie vier Spiele im Steirer-Cup, bei denen er insgesamt einen Treffer erzielte. Nach nur einer halben Saison bei Flavia Solva wechselte Wohlmuth zum Ligakonkurrenten UFC Fehring, bei dem er bis dato  in 15 Meisterschaftspartien 13 Tore erzielte.

## Erfolge
- 1 × Österreichischer Zweitligameister: 2007/08 (Erste Liga)

## Karriere abseits des Fußballs
Zwischen Oktober 2008 und April 2015 studierte Wohlmuth Sportwissenschaft (Medizinische Trainingstherapie) an der Universität Graz und schloss sein Masterstudium mit der Arbeit Evaluierung und Weiterentwicklung eines Testprofils zur Bestimmung der sportartspezifischen Leistungsparameter im Fußball ab. Im Zuge dieser Masterarbeit führte er Testungen an den befreundeten Ex-Profispielern Martin Gründler und Oliver Schöpf, sowie an den Mannschaften der Kapfenberger SV und des SV Frohnleiten durch.
In weiterer Folge war er von Mai 2015 bis März 2016 als Sportwissenschaftler am Zentrum für ambulante Rehabilitation Graz angestellt. Danach begann er ab März 2016 seine Tätigkeit als Sportwissenschaftler bei der Gesundheitsbetriebe der Stadtwerke Bruck an der Mur GmbH, bei der er seit August 2022 auch als Qualitätsmanager in Erscheinung tritt. Nebenbei absolvierte er ab Oktober 2020 ein Studium des Qualitätsmanagements an der Donau-Universität Krems.